# Claudio Fermín
Claudio Eloy Fermín Maldonado (Barinas, Barinas, Venezuela; 25 de marzo de 1950) es un político venezolano. Alcalde del municipio Libertador de Caracas entre 1989 y 1993. Presentó su precandidatura presidencial para las elecciones presidenciales del 2018, pero luego, el 22 de febrero de 2018, decidió declinar su candidatura y retirarse de la contienda, a pesar de ello; el día 20 de marzo de 2018 se anuncia como jefe de campaña del candidato Henri Falcón, este anunció que de ganar las elecciones designaría a Fermín como vicepresidente de Venezuela. En la actualidad es líder nacional del partido Soluciones por Venezuela, que forma parte de la plataforma opositora creada por Falcón, Concertación por el Cambio.

## Biografía
Graduado de Sociología en la Universidad Católica Andrés Bello (UCAB) de Caracas. Afiliado al partido Acción Democrática (AD) fue designado viceministro de la Juventud en el gobierno del presidente Jaime Lusinchi (1984-1989). 

### Alcalde del municipio Libertador de Caracas
En 1989 fue postulado por su partido a las primeras elecciones municipales para la alcaldía del municipio Libertador de Caracas, siendo el primer alcalde de Caracas elegido mediante elecciones directas para el período 1989-1993, sin embargo, no logró la reelección para la alcaldía en las elecciones de 1992, siendo sustituido por el dirigente de La Causa Radical, Aristóbulo Iztúriz. 

### Candidato presidencial en 1993
Claudio Fermín obtuvo la candidatura de Acción Democrática para la presidencia de la República en las elecciones de 1993, luego de un proceso interno de elecciones de base, las cuales ganó ampliamente con el 90% de los votos, liderando una lista opositora a la nomenclatura del comité directivo. 
Su campaña se enfocó principalmente en la apertura hacia el libre mercado, la reducción del aparato del Estado, la reducción del gasto público, las privatizaciones de empresas estatales y la inclusión de la segunda vuelta en el sistema electoral,[cita requerida] así como la liberación de los participantes de los intentos de golpe de Estado en contra del gobierno de Carlos Andrés Pérez en 1992, entre esos, Hugo Chávez.
En la competencia posterior por la presidencia, quedó en segundo lugar tras Rafael Caldera al obtener algo más del 23% de los votos.  
Poco después se dictó un auto de detención en su contra siendo acusado de malversación de fondos en la remodelación de unas aceras en su gestión como alcalde capitalino, pasando 40 días en la prisión de El Junquito, donde fue sobreseido su proceso judicial.

### Candidato presidencial en 1998
En el año 1998 volvió a postularse a la Presidencia de la República en los comicios de diciembre de ese año, luego de haber sido expulsado de su partido AD por Luis Alfaro Ucero. En esta ocasión es apoyado como candidato independiente, por la plataforma electoral Renovación. Su programa de gobierno fue similar al que presentó en la elección anterior. Sin embargo, dados los resultados de las elecciones parlamentarias, acordadas previamente a las presidenciales de ese mismo año por AD y COPEI, decidió retirar su postulación. En el año 1999 se presenta y gana un puesto como independiente en las elecciones a la Asamblea Constituyente, donde emerge como el opositor más votado.
Claudio Fermín es el único político en la historia de Venezuela en someter a un debate a Hugo Chávez, acontecido en marzo de 1998 durante el programa "Polos Opuestos" del canal Globovisión, en el marco de la campaña para las elecciones generales de ese mismo año.

### Candidato presidencial en 2000
En 2000 volvió a postularse a la presidencia de la República, estimulado y apoyado por el movimiento Encuentro Nacional, plataforma que agrupaba a diversos sectores opuestos a Hugo Chávez. En una contienda presidencial de solo tres candidatos, en la que quedó de tercero: obtuvo menos de 3% de los votos. Su candidatura tuvo un carácter "simbólico", ya que sólo buscaba agrupar al mundo civil frente al militarismo expresado por las opciones provenientes del golpe de Estado del 4 de febrero, representadas en este caso por Hugo Chávez y Francisco Arias Cárdenas. Al poco tiempo decide reintegrarse a su antiguo partido AD, donde permanecería hasta que el partido decidió apoyar la abstención en 2004, provocando la salida de Fermín, quien aboga por una posición de participación, que es la que han asumido los partidos opositores en la actualidad.

### Candidato a la Alcaldía Metropolitana de Caracas en 2004
En 2004 nuevamente se postula a un cargo público en las elecciones regionales como candidato a la Alcaldía Metropolitana de Caracas (sucesora de la gobernación del Distrito Federal). Apoyado por diversos partidos de oposición al presidente Chávez, como su partido AD, además del MAS, COPEI, entre otros, pero perdió ante Juan Barreto del Movimiento V República.

### Docencia
Ha sido profesor de la Escuela de Estudios Políticos de la Universidad Central de Venezuela (UCV), de Ciencias Sociales de la UCAB, en la Escuela de Estudios Internacionales de la Universidad Santa María (USM) y en la Escuela de Ciencia Política en la Universidad Fermín Toro. Se postuló nuevamente a la alcaldía caraqueña en la justa electoral de noviembre de 2008, apoyado principalmente por los partidos de oposición MAS y Bandera Roja.

### Candidato presidencial en 2018
El 7 de enero de 2018 presentó a su candidatura a las elecciones presidenciales de forma independiente, pautadas para el 22 de abril de 2018.